# Trijebovo
Trijebovo (szerbül: Тријебово) falu Bosznia-Hercegovinában, Bosanska krajina területén, a Szerb Köztársaságban, Mrkonjić Grad községben.

## Fekvése
Bosznia-Hercegovina közép-nyugati részén, Banja Lukától légvonalban 36, közúton 60 km-re délre, községközpontjától légvonalban 5 km-re, közúton 7 km-re északra, a Dinári-hegységben, a Manjača-hegység lejtőin, 844 méteres magasságban található. 

## Népessége
| Nemzetiségi csoport | Népesség 1991 | Népesség 2013 |
| ------------------- | ------------- | ------------- |
| Szerb               | 504           | 213           |
| Bosnyák             | 0             | 0             |
| Horvát              | 0             | 0             |
| Jugoszláv           | 0             | 1             |
| Egyéb               | 5             | 0             |
| Összesen            | 509           | 214           |

## Története
A falu nevével kapcsolatos hagyomány azt mondja, hogy onnan ered, hogy Varcarból (Mrkonjić Grad) többen Trijebovoba költöztek, majd búzát adtak el a varcari piacon. Ott mindenki csodálkozva csodálta a búza tisztaságát, és azt mondta: Na, ez ritka szép búza! A búza tisztasága miatt pedig a falu a Trijebovo (trebljen = tiszta, válogatott) nevet kapta.
A területén előkerült régészeti leletek alapján itt már a bronzkor óta laktak emberek. A Velika Gradina illír erődje is ebben a korban épülhetett. A térség a római hódítás után is lakott maradt, melyről az itteni római kori leletek tanúskodnak.  Területén halad át a Salonát Sziszekkel összekötő kereskedelmi főútvonalról leágazó, a Mrkonjić Grad környéki bányákhoz vezető út, melynek a nyomvonalára rábukkantak.
A Banja Luka és Mrkonjić Grad közötti hegyvidék a középkori zemljaniki plébániához tartozott, amelyet II. Prijezda bosnyák bán 1287-ből származó oklevele említ. Zmijanje a Jajcától északra fekvő Orbász völgyének várainak elesésével 1527-1528-ban került oszmán uralom alá. Az 1540-ig tartó első időszakban ezt a területet a Bródi kádilukhoz tartozó Vrhovina náhijéhez csatolták, majd az 1535-1540 közötti időszakban, amikor az oszmánok átkeltek a Száván, Zmijanje a Boszniai szandzsákba tartozó Kobaši kádilukhoz tartozott. A helyzet lecsendesedésével a Zmijanje náhije különvált. Először az 1541-es defterben említik a Kobaši kádiluk részeként. Az 1541-es török adóösszeírás szerint a falu három részből Donje, Gornje és Srednje Trijebovóból állt. Az itt élő lakosságot vlachnak nevezték, mely abban a korban az állattenyésztő szerbek hagyományos elnevezése volt. 1592-től a Banja Luka-i kádilukban volt. Az oszmán uralom első éveiben a Zmijanje náhije magába foglalta az Orbász (Vrbas) és a Szana folyók közötti teljes területet, valamint délen a Mrkonjić Grad feletti Kozare, Dimitor és Lisina hegyeket. Kicsit később a Trijebovói náhije, mely Mrkonjić Grad környékén feküdt, levált róla. A Trijebovói náhije 10 falut és 112 házat foglalt magában. Egyes adatok szerint a 16. század közepétől származó összeírásokban szereplő lakosok ortodoxok voltak.
A falu 1878-ig tartozott az Oszmán Birodalomhoz, majd az Osztrák-Magyar Monarchia része lett. 1879-ben az első osztrák-magyar népszámlálás során Bara község része volt. 1910-ben Bare-Trijebovo községben összesen 277 házat, 2000 ortodox szerb, 8 muszlim és 4 katolikus lakost számláltak. A monarchia szétesésével 1918-ben előbb a Szerb-Horvát-Szlovén Királyság, majd 1929-től a Jugoszláv Királyság része. 1921-ben Bare-Trijebovo községben összesen 291 házat és 1929 lakost számláltak. 1945-től a szocialista Jugoszlávia része volt. Jugoszlávia megszállása után a falu a Független Horvát Állam (NDH) része lett, majd nem sokkal ezután megkezdődött a szerb lakosság lázadása az új hatalommal szemben, melyet a szerbek elleni usztasa támadások követtek.
A településen az 1991-es népszámlálás adatai szerint 509-en éltek. A település 1995 szeptemberéig a boszniai szerb katonai egységek ellenőrzése alatt állt. A Déli Mozdulat hadművelet során lakossága a horvát hadsereg közeledtére elmenekült, a horvátok pedig megszálllták a falut. A boszniai háborút lezáró daytoni békeszerződés rendelkezése alapján az ország területét felosztották a Bosznia-hercegovinai Föderáció és a boszniai Szerb Köztársaság között, ennek során a település a Boszniai Szerb Köztársasághoz és Mrkonjić Grad községhez került. 

## Nevezetességei
- A falu területén római ezüstékszereket (nyakláncok, fibulák, karkötők) találtak, melyek valószínűleg egy 2. – 3. századi római sírból származnak.[5]

- Skradaš – két, a harmadik századból származó római bronz pénzérme lelőhelye.[5]

- Velika Gradina – őskori és római erődítmény maradványai a falutól nyugatra emelkedő Greda nevű magaslaton. Az erőd valószínűleg a bronzkorban, vagy a vaskorban épült. Az erődöt a rómaiak is tovább használták a közeli utak védelmére.[5]